# Biš
Biš este o localitate din comuna Trnovska vas, Slovenia, cu o populație de 299 de locuitori.